# كريستي لين سميث
كريستي لين سميث (بالإنجليزية: Christie Lynn Smith)‏ هي ممثلة أمريكية، ولدت في مارس 1969 في الولايات المتحدة.

## وصلات خارجية
- الموقع الرسمي
- كريستي لين سميث على موقع IMDb (الإنجليزية)
- كريستي لين سميث على موقع قاعدة بيانات الفيلم (الإنجليزية)
- كريستي لين سميث على موقع كينوبويسك (الروسية)